# GeoGebra
GeoGebra (aglutinação de Geometria e Álgebra) é um aplicativo computacional livre (GNU) de matemática dinâmica que combina conceitos de geometria e álgebra em uma única GUI, e é desenvolvido em linguagem Java, que lhe permite o uso em várias plataformas. Frequentemente utilizado no ensino.

## Etimologia
O acrônimo GeoGebra é formado a partir da aglutinação dos conceitos matemáticos "geometria" e "álgebra".

## História
Foi criado por Markus Hohenwarter para ser utilizado em ambiente de sala de aula. O projeto foi iniciado em 2001, na Universität Salzburg, e tem prosseguido em desenvolvimento na Florida Atlantic University.
A distribuição deste programa é livre, de acordo com os termos da licença GNU General Public License.

## Características
O programa permite realizar construções geométricas com a utilização de pontos, retas, segmentos de reta, polígonos etc., assim como permite inserir funções e alterar todos esses objetos dinamicamente, após a construção estar finalizada. Equações e coordenadas também podem ser diretamente inseridas. Portanto, o GeoGebra é capaz de lidar com variáveis para números, pontos raízes e pontos extremos de uma função. Com isto, o programa reúne as ferramentas tradicionais de geometria com outras mais adequadas à álgebra e ao cálculo. Isto tem a vantagem didática de representar, ao mesmo tempo e em um único ambiente visual interativo, as características geométricas e algébricas de um mesmo objeto. A partir da versão 5.0 também é possível trabalhar com geometria em três dimensões.

## Uso na Educação Matemática
O GeoGebra é um ambiente propício para que os estudantes explorem e manipulem objetos e construções, pois valoriza a ação do discente, tanto no processo de construção, quanto no processo de exploração. Neste sentido, sua utilização nas aulas de Matemática pode levar os estudantes ao processo de tomada de consciência de conceitos matemáticos ao internalizarem as ações e consequências observadas nesse ambiente de geometria dinâmica.
Por conta da existência da janela algébrica e da janela de visualização presentes no software, os discentes têm a possibilidade de estabelecer relações entre as diferentes representações de um objeto matemático, como por exemplo a representação de uma equação e a reta gerada por ela. Além disso, os alunos podem explorar as representações 2D e 3D de objetos, observando a transição entre as diferentes dimensões. Logo, o Geogebra é visto como uma ferramenta para a compreensão de conceitos matemáticos.

## Comunidade
O Instituto Internacional do GeoGebra (IGI) é um ramo sem fins lucrativos do grupo GeoGebra. O instituto coordena pesquisa, desenvolvimento, tradução e esforços de implementação do sistema do GeoGebra através de uma rede global de grupos de usuários em universidades e organizações sem fins lucrativos, também como prover certificação para especialistas e trinadores.

## Prêmios
- EASA 2002 - European Academic Software Award (Ronneby, Suécia).
- Learnie Award 2003 - Austrian Educational Software Award (Viena, Áustria).
- Digita 2004 - German Educational Software Award (Colônia, Alemanha).
- Comenius 2004 - German Educational Media Award (Berlim, Alemanha).
- Learnie Award 2005 - Austrian Educational Software Award for "Spezielle Relativitätstheorie mit GeoGebra" (Viena, Áustria).
- Trophées du Libre 2005 - Prêmio Internacional de Software Livre, categoria Educação (Soissons, França).
- eTwinning Award 2006 - 1º Prêmio no "Desafio dos Círculos" com GeoGebra (Linz, Áustria).
- Learnie Award 2006 - Prêmio Austríaco de Software Educacional (Viena, Áustria).